# Hrekî, Lîpova Dolîna
Hrekî (în ucraineană Греки) este un sat în comuna Koleadîneț din raionul Lîpova Dolîna, regiunea Sumî, Ucraina.

## Demografie
Componența lingvistică a localității Hrekî
     Ucraineană (100%)
Conform recensământului din 2001, toată populația localității Hrekî era vorbitoare de ucraineană (100%).